# Gustave Aimard

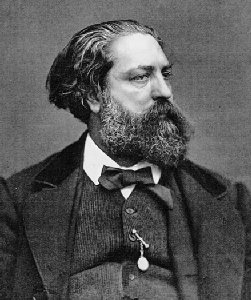
Gustave Aimard

Gustave Aimard (* 13. September 1818 in Paris; † 20. Juni 1883 ebenda) war ein französischer Autor von Abenteuerromanen, der ähnlich wie der Deutsche Karl May oder der Italiener Emilio Salgari durch seine Bücher das Bild der Indianer und des Wilden Westens maßgeblich beeinflusste.

## Leben
Gustave Aimard wuchs in Paris bei Pflegeeltern auf und fuhr schon mit neun Jahren auf dem Heringsfänger Goeland zur See. So gelangte er bereits als Schiffsjunge nach Amerika. 1835 kehrte er nach Paris zurück und begann eine Laufbahn in der französischen Marine. Bei einem Aufenthalt in Südamerika desertierte er. 
Er führte nun etwa zehn Jahre lang ein abenteuerliches Leben auf dem amerikanischen Kontinent, kam bis Patagonien und kannte außerdem den Missouri River. 1848 tauchte er wieder in Paris auf und nahm aktiv am Juniaufstandes teil, wobei seine Parteinahme heute nicht mehr nachvollzogen werden kann. Danach begab Aimard sich erneut nach Amerika und schloss sich 1852 in San Francisco der Truppe des Grafen Gaston de Raousset-Boulbon an. Nach dessen Niederlage lebte er zwei Jahre lang im Landesinneren, bevor er im Januar 1854 erneut in Paris erschien.
Am 12. August 1854 heiratete er hier die Operettensängerin Adele Lucie Damoreau. Aimard begann nun, seine reichen Erfahrungen aus der Zeit seiner Aufenthalte in Amerika literarisch zu verarbeiten. 1856 veröffentlichte er im Journal pour Tous die Erzählung La Tour des Hiboux. 1858 erschien sein erster Roman Les Trappeurs de l’Arkansas. Bis zu seinem Tod veröffentlichte er 78 Romane und 31 kleinere Erzählungen, die meistens in Amerika spielen. Seine Bücher fanden einen großen Leserkreis. Zeitweise beschäftigte er zwei Co-Autoren, um die Nachfrage nach seinen Büchern zu befriedigen. 35 seiner Romane wurden ins Deutsche übersetzt. Nach einem Hautausschlag in psychiatrischer Behandlung, verstarb er in der Klinik Saint-Anne in Paris.

## Werke (Auswahl)

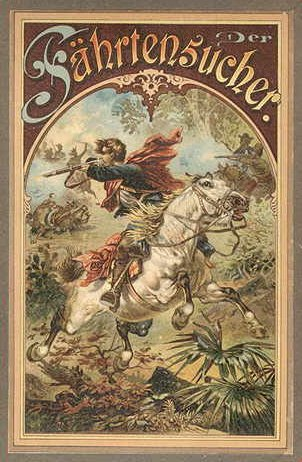
Buchdeckel einer deutschen Ausgabe aus dem Jahr 1889 der Erzählung Der Fährtensucher (Le Chercheur de pistes), bearbeitet von Oskar Höcker.

- Die Trapper von Arkansas (Les Trappeurs de l’Arkansas), 1858
- Der Großtoqui der Araukaner (Le Grand chef des Aucas), 1858
- Der Fährtensucher (Le Chercheur de pistes), 1858
- Das Goldfieber (La Fièvre d’Or), 1860
- Freikugel (Balle Franche), 1861
- Die Bienenjäger (Les Chasseurs d’Abeilles), 1864
- Felsenherz (Le Cœur de pierre), 1864
- Der Araukaner (L’Araucan), 1864